# Hemet, California
Hemet, California là một thành phố thuộc quận Riverside trong tiểu bang California, Hoa Kỳ. Thành phố có tổng diện tích 72.124 km², toàn bộ là diện tích mặt đất. Theo điều tra dân số Hoa Kỳ năm 2010, thành phố có dân số 78.657 người. Thành phố Hemet, California là một phần của Đại Los Angeles.
Hemet là một thành phố trong thung lũng San Jacinto. Nó bao gồm tổng diện tích 27,847 dặm vuông (72 km²), khoảng một nửa của thung lũng, mà nó chia sẻ với thành phố lân cận của San Jacinto. 
Hemet được thành lập vào năm 1887, trước sự hình thành của quận Riverside, và được hợp nhất vào ngày 20 tháng 1 năm 1910. Sự hình thành của hồ Hemet đã giúp thành phố phát triển và thịnh vượng, và kích thích sản xuất nông nghiệp trong khu vực. Thành phố này được biết đến là nhà của "cuộc thi Hoa Ramona", cuộc biểu diễn ngoài trời chính thức của California. Bắt đầu vào năm 1923, cuộc biểu diễn này là một trong những biểu diễn chơi ngoài trời dài nhất ở Hoa Kỳ. 